# بیلربک
شهر بیلربک در ایالت نوردراین-وستفالن در کشور آلمان واقع شده است.